# Swapfiets
Swapfiets is een Nederlands bedrijf voor fietsabonnementen. In oktober 2022 telde het bedrijf circa 280.000 actieve abonnees. Swapfiets is onderdeel van Pon Holdings.
Het bedrijf is opgericht in 2014 door drie studenten van de Technische Universiteit Delft. Voor een vast bedrag per maand ontvangt de klant een fiets. Kenmerkend aan deze fietsen zijn de lichtblauwe voorbanden. Swapfiets behaalde in 2022 de B Corp certificering.
Het bedrijf heeft in 2023 winkels en abonnees in Nederland, België, Duitsland, Denemarken, Frankrijk, Spanje, Oostenrijk en het Verenigd Koninkrijk.
In 2020 leed het bedrijf een verlies van €14,7 miljoen. Dit was in 2022 opgelopen tot €30,9 miljoen, waarna onrendabele locaties werden gesloten, elektrische scooters uit het assortiment verdwenen en de Italiaanse markt werd verlaten.
Een belangrijke kostenpost is het percentage fietsen dat moet worden afgeschreven. In 2021 ging het om circa 44% van de fietsen, hetgeen leidde tot een afschrijving van €11,5 miljoen. Een jaar later was dit opgelopen tot € 18,2 miljoen. Het betreft fietsen die niet worden teruggebracht of die te ernstig beschadigd zijn. Eigenaar Pon zorgde in 2022 voor een financiële injectie van €34,5 miljoen in het bedrijf.